# Guy Oliver Nickalls
Guy Oliver Nickalls, född 4 april 1899 i High Wycombe, död 26 april 1974 i London, var en brittisk roddare.
Nickalls blev olympisk silvermedaljör i åtta med styrman vid sommarspelen 1920 i Antwerpen.